# Kriminalfilm
En kriminalfilm eller krimi er en film, hvis handling i lighed med en kriminalroman udspiller sig omkring udførelsen af en forbrydelse og/eller opklaringen af denne.
I lighed med de litterære krimier kan det også være forskelligt, om der er lagt vægt på opklaringen af forbrydelsen eller forbrydelsen selv og hvordan den begås og hvorfor.
Den præklassike krimi har navne som Balzac, Dickens, Collins og Conan Doyle og er når den er bedst såvel samfundskritisk som skildrer af 1800 tallets erotiske spændinger.
Den klassiske engelske krimi, den såkaldte whodunit, handler om opklaringen af mordet og spændingen består i, hvem morderen er. Den forekommer så også på film, ofte i form af filmatiseringer af de klassiske whodunits af Agatha Christie eller Dorothy Sayers- man kan fra TV genkende formen fra Inspektør Morse-serien. Men den er ikke så meget brugt på film, for erfaringen har vist, at den ikke har samme slagkraft i dette medium. Filmatiseringerne af de førnævnte klassikere har da også for skik at kombinere krimi-historien med komedie.
En anden type krimi centrerer så mere om, hvordan mordet er begået og hvordan det bliver opklaret, det kendes især af mange fra tv-serien Columbo. Vi ved fra starten hvem morderen er, men spændingen består i, hvordan det opklares. Den er mere almindelig på film. Både i den forrige og denne kategori kan vi finde politifilm, der skildrer politiets arbejde med forbrydelse.
Den tredje type krimi er også mere almindelig på film. Det er slet og ret historien om en forbrydelse og hvorfor den begås, en handling der er nært beslægtet med Fjodor Dostojevskijs klassiske roman Forbrydelse og straf om en student, der i økonomisk nød begår et mord på en gammel pantelånerske. Denne form inkluderer også filmene om den organiserede kriminalitet kaldet gangsterfilm. Det er også her vi finder den såkaldte film noir. Film om forbrydelse som spionage, forræderi, dobbeltspil etc. kaldes agentfilm og spionfilm.
| Film | Spire Denne filmartikel er en spire som bør udbygges. Du er velkommen til at hjælpe Wikipedia ved at udvide den. |